# Labeobarbus mbami
Labeobarbus mbami és una espècie de peix pertanyent a la família dels ciprínids.

## Descripció
- Fa 15,1 cm de llargària màxima.[4][5]

## Hàbitat
És un peix d'aigua dolça, bentopelàgic i de clima tropical.

## Distribució geogràfica
Es troba a Àfrica: conca del riu Sanaga al Camerun.

## Observacions
És inofensiu per als humans.